# Eryngium proteiflorum
Eryngium proteiflorum är en flockblommig växtart som beskrevs av François Delaroche. Eryngium proteiflorum ingår i släktet martornar, och familjen flockblommiga växter. Inga underarter finns listade i Catalogue of Life.